# Waimanu
Waimanu ("vattenfågel") var ett förhistoriskt släkte av pingviner som levde under perioden precis efter den så kallade KT-gränsen, det vill säga perioden när krita gick över i tertiär för cirka 65,5 miljoner år sedan och som ses som perioden när dinosaurierna dog ut. Att man kunnat placera denna fågelart just till denna period är en av indikationerna på att fåglar utvecklades före dinosauriernas utrotning. Trots att arterna inom släktet var mycket tidiga medlemmar av pingvinfåglar (Sphenisciformes) så var de redan flygoförmögna och anpassade till ett liv i havet. De verkar bland annat ha haft möjlighet till vingdriven dykning precis som moderna pingviner dock inte med den extrema anpassning som moderna pingviners vingben uppvisar. Man tror att släktet waimanu kan ha liknat dagens lommar. 
Fossil av släktet hittades första gången 1980 i Canterbury på Nya Zeeland i sediment vid en flodbädd nära Waiparafloden. Namnet Waimanu kommer från ordet vattenfågel på språket Māori. Två arter är idag kända; Waimanu manneringi som levde under den tidiga Paleocen-perioden och Waimanu tuatahi som levde under den sena Paleocen-perioden.